# Aliocha (chanson)

Aliocha (en russe : Алёша) est une chanson russe de l'ère soviétique créée par le compositeur Édouard Kolmanovski et le poète Konstantin Vanshenkine. Le sujet en est le monument d'Aliocha, nom local commun de la statue de 11 mètres de haut représentant un soldat soviétique de la Seconde Guerre mondiale et qui se dresse dans la ville bulgare de Plovdiv en hommage à tous les soldats soviétiques morts pendant les combats en Bulgarie. (En fait, l'Armée rouge n'a pas mené de campagne de grande envergure en Bulgarie. Un nouveau gouvernement favorable aux Soviétiques a été établi par les Bulgares eux-mêmes presque immédiatement après que les Soviétiques eurent franchi la frontière bulgare et les armées rouge et bulgare se sont alliées. Bien qu'il y ait eu des combats dispersés et acharnés, principalement entre Bulgares, les tentatives allemandes de tenir la Bulgarie ont été relativement décousues et inefficaces et une grande campagne soviétique en Bulgarie n'a pas été nécessaire.)

## Création de la chanson
En 1962, Édouard Kolmanovski visite la Bulgarie, notamment la ville de Plovdiv où se trouve le monument d'Aliocha, dont il apprend alors l'histoire. Il en parle au poète Konstantin Vanshenkine, qui, inspiré par le sujet, lui consacre rapidement un poème.
Kolmanovski met ensuite le poème en musique. L'ambiance lugubre et endeuillée de la chanson est obtenu grâce à l'usage d'une gamme mineure et par les paroles qui sont à la fois lentes et répétitives :
S'il neige à nouveau dans les champs
Chute de neige, chute de neige
S'il neige à nouveau dans les champs
Ou le tonnerre résonne dans la pluie
Il se tient sur la montagne : Aliocha,
Aliocha, Aliocha
Il se tient sur la montagne, Aliocha
Un soldat russe dans notre patrie
...et pathétiques :
Depuis le blizzard de balles, sa tunique est désormais en pierre...
Il ne descendra jamais de sa montagne...
Il ne peut pas offrir de fleurs aux femmes, qui lui offrent leurs fleurs.
Aliocha a été publié en 1966 dans le magazine de l'armée soviétique Sergent-major/Sergent (Старшина-сержант) dans la section consacrée à l’amitié bulgaro-soviétique. En 1967, les Chœurs de l'Armée rouge interprétent la chanson pour la première fois au pied du monument. Elle est ensuite jouée au neuvième Festival mondial de la jeunesse et des étudiants de 1968 à Sofia. Elle devient immédiatement très populaire en Bulgarie.
En Union soviétique, la chanson est devenue populaire grâce à un duo des chanteurs bulgares Margret Nikolova et Georgi Kordov.
Jusqu'en 1989, Aliocha était l'hymne officiel de Plovdiv. Chaque matin, Radio Plovdiv commençait ses émissions avec cette chanson. Il était souvent joué lors d'événements culturels organisés par le Parti communiste bulgare, et tous les élèves des écoles primaires bulgares étaient tenus de l'apprendre.
La chanson a également été identifiée au monument russe des Défenseurs de l'Arctique soviétique pendant la Grande Guerre patriotique à Mourmansk, également surnommé « Aliocha », ainsi qu'à d'autres monuments soviétiques.Modèle:Cnote2 Begin